# 須佐勝明
須佐 勝明（すさ かつあき、1984年9月13日 - ）は、日本のアマチュアボクシング元選手。2012年ロンドンオリンピック・フライ級日本代表。日本ボクシング連盟理事兼ハイパフォーマンスディレクター（強化統括責任者）。福島県会津若松市出身。東洋大学卒業。株式会社AYUA代表取締役。自衛隊体育学校に所属していた元幹部自衛官（1等陸尉）。

## 来歴
福島県立会津工業高等学校から東洋大学に進み、2005年の全日本選手権バンタム級で初優勝。2006年のアジア競技大会では1階級下のフライ級で銅メダル獲得。卒業後はプロからの誘いを受けるが、オリンピックを目指すためにアマチュア選手としてボクシングを続けることを決めた。
2007年（平成19年）4月、陸上自衛隊に入隊し、自衛隊体育学校に進んだ。
2007年世界選手権に出場するも16位に終わり、翌年の北京オリンピックもアジア予選で敗退して逃した。
その後一度は引退を決めるが、2009年復帰。全日本選手権復活優勝を遂げた。
2010年、カザフスタンプレジデント杯で優勝。アジア競技大会で2大会連続銅メダル。
2011年もインドネシア大統領杯で優勝。
2012年4月9日、カザフスタンのアスタナで開かれたボクシングのアジア選手権で4強入りし、同年のロンドンオリンピックの出場権を手に入れた。
2012年8月1日、ロンドンオリンピックに出場。1回戦でキューバのロベイシー・ラミレスと対戦し、判定負けを喫した。ラミレスはこの大会で金メダルを獲得し、須佐はその後、引退を表明した。なお、同大会のミドル級では大学の1年後輩である村田諒太が金メダル、バンタム級では自衛隊体育学校の1年後輩である清水聡が銅メダルをそれぞれ獲得した。
引退後は自衛隊体育学校でコーチとして指導。自衛隊での教え子には2021年開催東京オリンピック銅メダリストの並木月海、2021年世界選手権金メダリストの坪井智也、後のWBO女子世界スーパーフライ級王者の晝田瑞希らがいる。また、プロアマ交流が事実上自由化されてからはプロへの指導も積極的に行い、当時WBO女子世界スーパーフライ級王者だった吉田実代らが須佐の指導を受けたことがあった。
一方、2019年には日本ボクシング連盟男子強化委員、2023年にはアジアボクシング連合（ASBC）コーチ委員長を務める。現在自衛隊は退職しており、井上拓真の特別コーチに就任し、世界王座獲得に導いた。さらに、ロンドン五輪後プロ転向した清水聡の特別コーチに鈴木康弘とともに就任した。
2023年5月20日、墨田区総合体育館で行われた「DANGAN259」にてプロボクシング初解説。6月8日、埼玉県朝霞市の自衛隊体育学校近くでボクシングジムSUSA GYMを開設。
2024年7月、元K-1世界王者の格闘家武尊のボクシングを指導。同年、日本ボクシング連盟の強化責任者である「ハイパフォーマンスディレクター」に就任。

## 人物
活躍の場はアマチュアでありながら、プロからも一目置かれており、亀田興毅も「海外でもいろんな選手とスパーリングをしたけど、あんなに強いのはおらんかったな」「3ラウンドまでやったら（プロの）世界チャンピオンより強いと思う」と認めるほどの実力だった。また、井上尚弥からは「第二の師匠」として慕われており、八重樫東からは｢天才｣と称されている。
高校時代まではボクシングと並んで将棋のプロ棋士を目指していた。
第25代会津若松市観光大使。東洋大学体育会ボクシング部OB会長。

## 受賞歴
- プロ・アマチュア年間表彰
  - 2005年アマチュアボクシング部門 敢闘賞[24]
  - 2006年アマチュアボクシング部門 最優秀選手賞[25]
  - 2007年アマチュアボクシング部門 優秀選手賞[26]
  - 2010年アマチュアボクシング部門 最優秀選手賞[27][28]
  - 2011年アマチュアボクシング部門 技能賞[29]
  - 2012年アマチュアボクシング部門 技能賞[30]

### 映像資料
1. ↑  Boxing Men's Fly (52kg) Round of 32 Full Replay -- London 2012 Olympic Games (試合全容) (英語). IOC（国際オリンピック委員会）の公式YouTubeチャンネル. 30 July 2012.  該当時間: 47:12. 2012年8月21日閲覧。